# 바이코누르 우주 기지

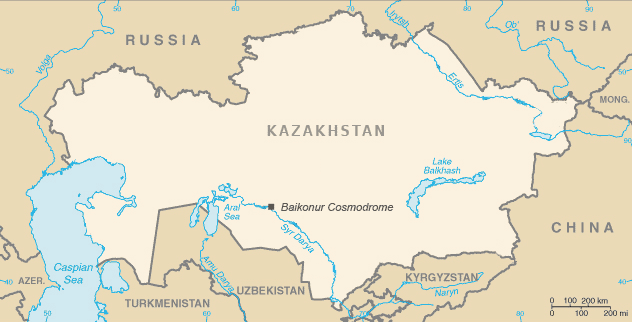
바이코누르 우주 기지의 위치

바이코누르 우주 기지(카자흐어: Байқоңыр ғарыш айлағы, 러시아어: Космодром Байконур, 영어: Baikonur Cosmodrome, 문화어: 바이꼬누르 우주 발사장)는 카자흐스탄 남부 키질로르다주 바이코누르에 위치한 세계 최초이자 세계에서 가장 큰 우주선 발사 기지이다. 아랄해 동쪽 200km의 시르다리야강 연안에 있다. 모스크바에서는 남동쪽으로 2,000 km 떨어져 있다. 소비에트 연방의 기지였으나 1991년 소비에트 연방의 붕괴로 카자흐스탄이 독립한 이후 러시아가 매년 약 1370억 원을 지불하고 임대하여 사용하고 있다.

## 역사

### 소비에트 연방
1955년에 건설되어 장거리 미사일 기지로 사용되었으며, 이후 우주 관련 시설을 확장하여 소비에트 연방 제1의 발사 기지로 쓰였다.
1957년 5월 이곳에서 세계 첫 ICBM인 R-7 세묘르카가 성공적으로 발사되면서 소련 정부는 이곳을 단순 미사일 발사기지를 넘어 본격적인 냉전시대 우주 탐사체 발사장으로 활용할 계획을 세운다. 바이코누르 발사장은 우주기지로 활용하기에 좋은 조건을 지녔는데, 당시의 우주과학 기술로는 수백 킬로미터 떨어져 있는 연락 기지국으로부터 끊임없는 수신이 요구되었는데, 바이코누르가 위치한 카자흐 스텝은 탁 트인 평원일 뿐 아니라 주변 거주민이 적은 외딴 곳이여서 발사체의 소음으로 인한 민간인 피해도 줄임과 동시에 시설 보안도 강화할 수 있었다. 또한, 지구의 자전 운동에서 적도로 갈 수록 원운동 속도가 빨라져 발사체가 특정 속도에 도달하기까지 요구하는 에너지와 연료, 비용을 줄일 수 있는데, 바이코누르는 당시 소련에서 러시아와 가까우면서도 위도가 낮은 지역에 속했다.
1957년 10월 4일 인류 최초의 인공위성 스푸트니크 1호가 이곳에서 발사되었으며, 같은 해 11월 3일 우주궤도 도입에 성공한 최초의 생명체 라이카를 태운 스푸트니크 2호도 발사되었다.
1959년 1월 2일 달 착륙을 목표로 한 루나 1호가 발사되었다. 이곳에서 발사된 루나 1호는 달 착륙에는 실패했으나 달에 가까이 접근한 것으로 미션을 완수했다.
1961년 4월 12일 인류 최초의 우주 비행사 유리 가가린을 태운 보스토크 1호가 발사되었으며, 이를 기념하는 차원에서 보스토크 1호가 사용한 발사대 ‘바이코누르 LC1'에 가가린스 스타트(en)라는 별명이 붙여졌다.
1975년 4월 아폴로-소유즈 시험 계획을 위해 극비밀리에 숨겨둔 바이코누르 우주 기지를 NASA 우주비행사들에게 처음으로 공개하였다. 당시 함께한 미국의 우주비행사 토머스 스태퍼드는 케네디 우주센터가 작게 느껴질 정도였다고 회고했다.
1975년 6월 8일 베네라 9호가 발사되어 금성의 궤도 진입과 금성의 흑백 사진을 다수 찍는데 성공하였다.

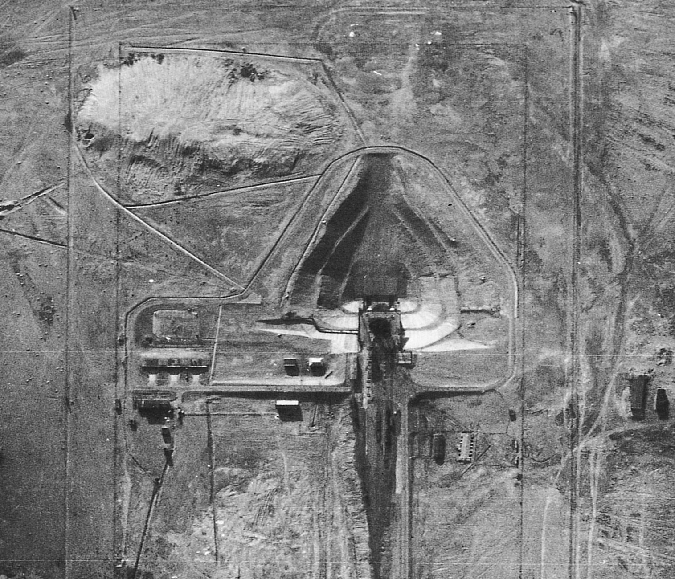
R-7 발사대

## 시설
면적 7,720 m2로 15개의 발사대와 9개의 발사 시설, 발사체 조립과 로켓 연료 생산을 위한 11개의 공장, 470 km의 로켓 이동용 선로 등의 시설을 자랑한다.

## 같이 보기
- 보스토치니 우주 기지
- 러시아 연방 우주국
- 소유스 우주선 (유인)
- 프로그레스 우주선 (무인)
- 고산
- 이소연
- 미트로판 네델린